# 修飾照片
修飾照片，俗稱修圖，是指使用各種方式和技術修改照片以達到預期的目的。依據動機和應用方式不同，一些修飾照片的作品被認為是巧妙的藝術品，而一些則有不道德的用途，例如用於政治宣傳、或使商品看起來更好。被視為藝術品的經修飾照片是因為它涉及創作獨特的圖像，而在某些情況下，這是影像藝術家的個性簽名形式。例如美國攝影師安塞爾·亞當斯使用暗房曝光技術，如閃避和燃燒來修飾照片使其變暗或變亮。其它修飾照片的手法包括使用墨水、油漆、雙重曝光、拼接照片或底片、應用軟體修改數位圖像等。

## 歷史

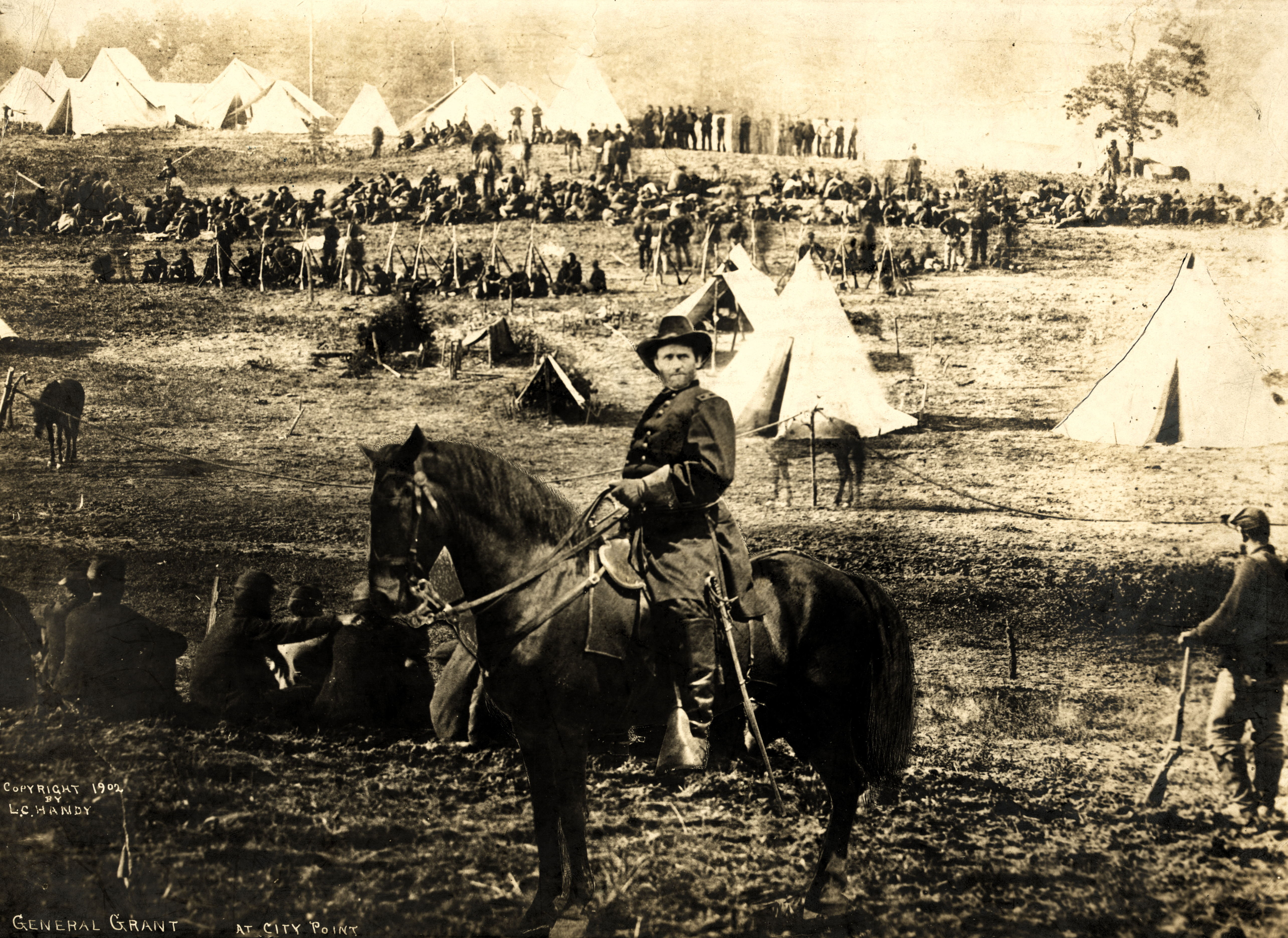
這張圖是由三張在不同地點拍攝的照片所組成。

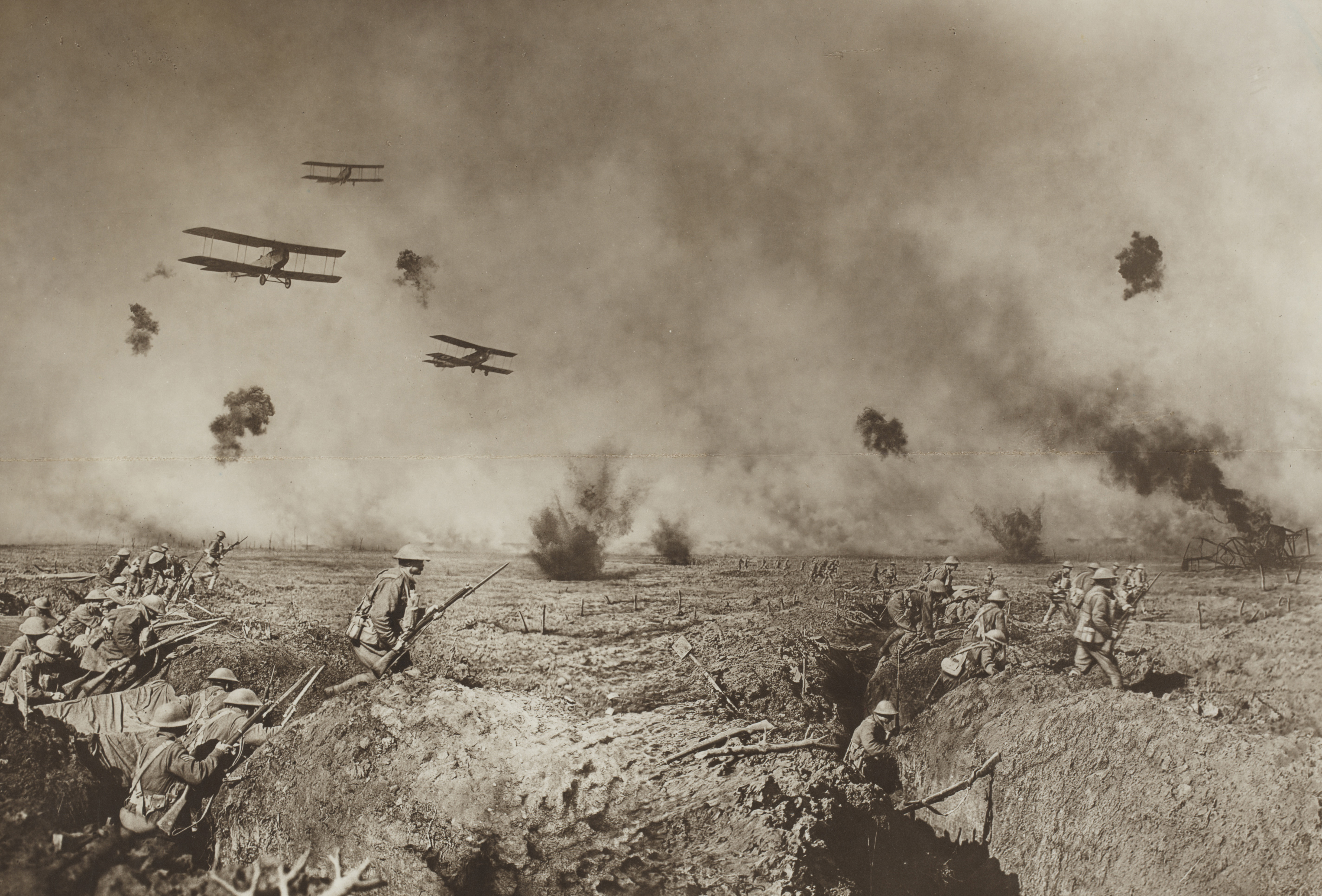
這張關於第一次世界大戰的照片是由多張照片組合而成的。

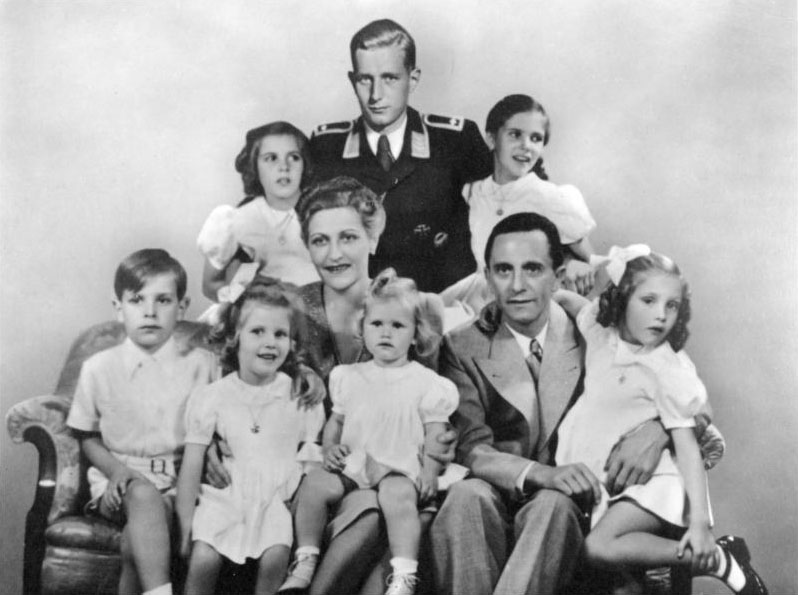
戈培爾一家的全家福照片，後方穿軍服的哈羅德是合成進去的。

### 早期修飾手法
一件照片修飾的早期案例發生在1860年代的美國，當時的亞伯拉罕·林肯肖像是使用美國第七任副總統約翰·考宏的身體和林肯的頭所組成，林肯的頭則取自攝影師馬修·布雷迪的作品，而該原始照片亦被用於舊版的5美元紙幣。

## 政治與道德問題
修飾照片已經被用於欺騙觀眾、說服觀眾、強化敘事和自我表現。有時甚至只是一些細微變化都能讓觀眾對判斷或解釋照片產生很深遠的影響，而當觀眾發現自己所看的照片動過手腳後，其重要度會更為顯著。早在美國南北戰爭期間，照片就已經不是一種出版品，而是雕塑品了。
約瑟夫·史達林曾利用修飾照片進行政治宣傳。1920年5月5日，他的前任領導人列寧為蘇聯軍隊發表演說，史達林和列夫·托洛斯基皆出席該次活動，有照片為證而原本出現在該張照片裡的還有內務人民委員部部長尼古拉·葉若夫，在他於1940年被處決後，照片中的他亦被抹去，是次事件成為一個廣為人知的將照片修飾用於記錄抹煞的案例（更多資料可見蘇聯圖像審查）。試圖透過修飾照片來獲取新聞價值的先驅之一是博納爾‧麥克法登，1924年，他以拼貼法將經修改過的照片進行拼貼，此乃照片修飾的早期技法。
2007年10月，中國陕西省一名村民宣稱自己拍攝到瀕危的野生華南虎的照片，但照片公布後引發許多質疑，儘管陝西省林業廳相關官員一度堅稱照片為真，但經過多方專家鑑定後，陝西省人民政府於2008年6月召開記者會，宣布該照片裡的老虎出自一幅年畫。
2012年，一張攝有中華民國國旗登上釣魚台的照片遭中國媒體《廈門商報》塗改成中華人民共和國國旗，此舉引發包括中華民國和中國的網友不滿，批評《廈門商報》缺乏媒體道德。此外，中國多家媒體也都以各種方式掩飾了中華民國國旗登上釣魚台的事實。
一些倫理理論已被應用於照片操作。奧德‧奧利瓦（Aude Oliva）在圖像處理倫理學專題小組期間提出的看法是，照片在修改前後的差異必須要明確，才能將該修飾視為照片操作。卡森‧雷諾在《圖像行為理論》一書中以言語行為理論探討對照片編輯和操作的行為。而威廉‧米切爾（William Mitchell）在《如何對照片動手腳》（How to Do Things with Pictures）一書裡探究了操作照片的悠久歷史，並對照片修飾提出批判性的論述。

### 用於新聞工作
以下是一些將修飾照片用於新聞工作並引發議論的案例：1982年，一張攝入兩座埃及金字塔的照片在經調整後，照片裡的金字塔比實際上的金字塔靠得更近了一點，這麼做是為了讓它能擺進《國家地理》雜誌的封面。這項做法引起偽造圖片是否得當的爭論該雜誌的可信度也受到質疑。事件發生後不久，《國家地理》雜誌攝影導演Tom Kennedy出面坦承使用技術來修飾照片以博得眾人關注是錯誤的行為，並承諾不會再犯。
2005年，美國作家瑪莎·史都華出獄之後，《新聞週刊》拍了一張史都華的照片，將她的臉移花接木至另一個較瘦的女體上，掩飾了史都華在獄中攀升的體重。《新聞周刊》副總編輯Lynn Staley在接受採訪時表示「我們接受到的委託是展現出瑪莎的目標，而那不見得是她現在的形象」，Staley還說明該期週刊的第三頁裡明白地寫著封面上的照片是合成之作。
隨著圖像處理軟體的普及，越來越多人了解到「眼見不一定為憑」，照片是可以動手腳的。修飾照片的動機可以是單純取樂、增進美感或改善主體的形象。不過並非所有的修飾之舉都是無害的，如在2004年美國總統選舉的凱瑞芳達競選照片爭議中，總統候選人約翰·凱瑞陣營發佈一張凱瑞與珍·芳達出席1971年一場反越戰集會的合照，企圖影響公眾決策，但後來證實該照片是由兩張在不同時間點拍下的照片所剪輯而成。除此之外，有越來越多規章相應而生。例如美國的國家新聞攝影協會（NPPA）制定《道德準則》用以規範圖像的準確性，要求攝影師不要企圖透過操弄圖像來誤導閱聽者或新聞主體。在作品曾被提名至普立茲獎的攝影師艾倫·迪特利希遭披露會為自己的照片動手腳後便辭職的例子可以說明NPPA對此不會寬容以對，倘若經由修飾的照片已被公開發表過，則更會嚴正以待。

### 用於魅力攝影
魅力攝影是一門大幅度地運用照片修飾技術的學問，這項工作會拍攝委託者的照片，並將照片調整成對方心中所理想的模樣。可以調整的範圍包羅萬象，例如膚色、髮色、牙齒顏色、身材、去除斑點和傷疤、服裝等，這門技術通常會使用專業的照片編輯軟體。許多人依靠這種方式來體現理想的自我，不過這也常被指責為煽動人們追尋不切實際的自我形象。

### 反對修飾照片的名人
修飾照片已經引發一般觀眾和名人的反感，而美國醫學會對此也公開發表論述：「廣告裡充斥著僅能透過照片編輯軟體才能形塑的身材，（我們）必須阻止青少年和兒童受到那些廣告感染」，包括綺拉·奈特莉、布萊德・彼特、安迪·洛迪克和潔西卡·辛普森在內的許多名人都支持美國醫學會。
為了支持這項聲明，布萊德·彼特請攝影師查克·克洛斯為自己拍攝了一系列的照片，這些照片的共通點是強調了布萊德・彼特在皮膚上的缺陷，布萊德・彼特以這種方式反對那些使用修圖軟體試圖隱藏自己缺點的人。另外、凱特·溫斯蕾也曾經因為《GQ》雜誌刊登了自己的照片、卻因為修圖使之不自然後，於媒體上公開反對對照片進行操作。
2010年4月，美國歌手布蘭妮·斯皮爾斯發布了她自己的「修圖前後對比照片」，這項舉動的動機是「強調女性必須完美示人的壓力」。
此外，《智生活》2012年3-4月號的封面上也曾刊登過未經數位修飾的凱特·布蘭琪的照片。

### 反對修飾照片的組織
包括多芬和美國之鷹服飾在內的企業已經主動公開反對在廣告產品時進行照片修飾，多芬創立了多芬自尊基金會（Dove Self-Esteem Fund）並推動多芬真美人運動（ Dove Campaign for Real Beauty），以此協助年輕女性建立自信心，並試圖在媒體中強調所謂真正的美以及未經修飾的照片。而美國之鷹服飾則推行了#AerieREAL活動，並出品了一款以此為名的內衣。它還以「真正的你無比性感」（The real you is sexy.）為廣告詞，並宣稱自己廣告裡的模特兒是沒有經過任何修飾的。
美國醫學會採取反對照片修飾的立場，麥克安尼（McAneny ）醫生聲明，將透過修飾而不合常理的模特兒呈現給兒童和青少年，會讓他們對身體產生不切實際的期望，他還說，我們不應再把模特兒修飾成那些僅能透過照片修飾技術才能呈現的模樣。對此、美國醫學會採取的政策是在與廣告商合作時簽訂契約，限制廣告商使用photoshop的程度以達到上述的目標。

### 反對照片過度修飾的政府
部份國家的政府試圖禁止某些修飾過度的廣告，並對廣告商施壓。例如英國廣告標準局曾下令禁止蘭蔻一則關於茱莉亞·羅勃茲的廣告，理由是照片中那毫無瑕疵的皮膚實在太不真實；美國雜誌《封面女郎 (期刊)》也曾因為推出被認為誇大不實的廣告而遭政府禁止。

### 對媒體修飾照片的支持
某些雜誌社的編輯不會將修飾照片並用於雜誌封面視為一件問題。《美麗佳人》雜誌編輯在接受採訪時表示讀者們不是白癡，他們也很清楚模特兒照什麼時候被動過手腳。另外，某些支持照片修飾的人認為修飾照片並不是問題，問題在於讀者那深不見底的慾望，他們渴望著能擁有像自己喜歡的雜誌封面上的名人一樣的身體。

### 對修飾照片的研究
照片修飾對社會大眾的影響已經被視為研究對象。英國時尚品牌新風貌進行的調查顯示，90%的受訪者希望可以在媒體裡看到更多樣化的身材。該調查還探討受眾如何看待經修飾過的圖片，15%的讀者認為封面上的圖像準確反映了現實中的主體。另外、調查也發現有33%的女性正朝著不可能的身材而努力。多芬也進行了一項研究經修飾的照片如何影響女性自尊心的調查，研究發現80%的受訪女性在看到媒體上的名人照片時會感到不安，而71%的受訪女性認為自己的外觀比不上那些封面上光彩奪目的模特兒。

### 社會與文化影響
修飾照片的概念普及之後所引發的關注之一，就是能否將虛構不實的圖片公諸於世，在蘇珊·桑塔克在其著作《論攝影》裡探討攝影的客觀性和缺乏之處，並得出結論：「世上的照片都經過大小不一的削減、毀壞、裁切、修剪、潤飾、偽造和欺騙」。根據《哈芬登郵報》報導，「許多人認為修圖屬於美容業，就像化妝師、燈光師和造型師所做的一樣，修圖師透過販賣改變過後的形象給顧客」。
2021年七月，挪威通過一項新法，規定在網路社群上具影響力的用戶在發布經過修飾的照片時，必須標註該照片修飾了哪些部分。

## 修飾數位照片
當照片透過數位相機拍攝並傳送至電腦後，便可以透過數位編輯來調整照片內容，而透過底片或膠卷拍攝的照片也可以經由影像掃描器數位化，進而進行數位編輯。隨著電腦、數位相機和各種圖像處理軟體日新月異，照片修飾這一用語的範圍所涵蓋的範圍也更廣泛了。圖片編輯軟體的功能包括加強或削弱圖片的彩度、對比、白平衡、漸層、雜點，將圖片任意變形，繪製任意的顏色，將多張不同的照片組成同一張等，透過這些編輯所產生的圖像甚至可能會與原本的圖片完全不同。

## P圖
隨著圖片編輯軟體Adobe Photoshop的普及，開始出現一個新名詞「P圖」（photoshopped），該術語通常是指任何經過數位編輯的照片，即使不是以Photoshop編輯的圖片也包括在內。而商標所有者Adobe Systems認為由於軟體受歡迎而將「photoshopped」和「photoshopping」這些英文詞彙做為名詞、動詞或術語並加以濫用是對其商標的侵權行為，雖然Adobe試圖阻止公司的商標通用化，但這無濟於事，「photoshop」、「photoshopped」、「photoshopping」等術語在涉及以數位方式修飾照片的一般文章和學術文章裡已經被廣泛地使用了。

## 畫廊

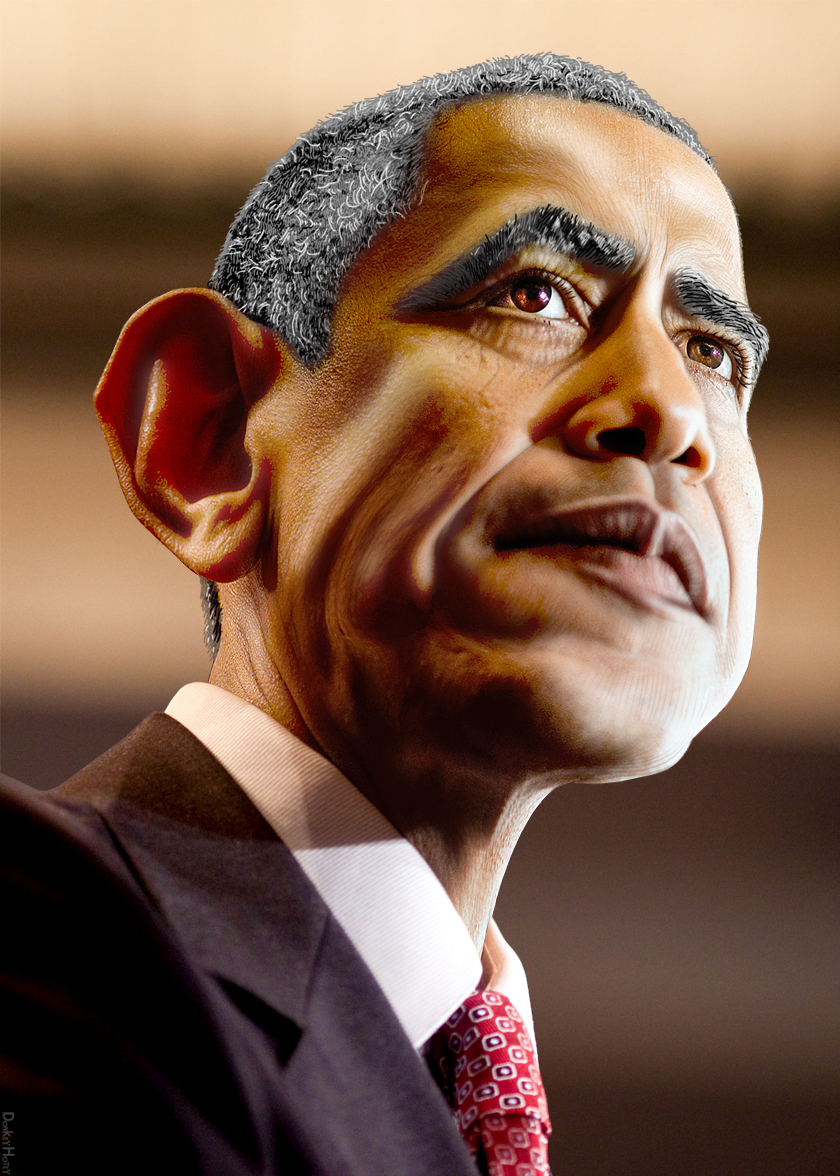
經過扭曲變形的巴拉克·歐巴馬照片。
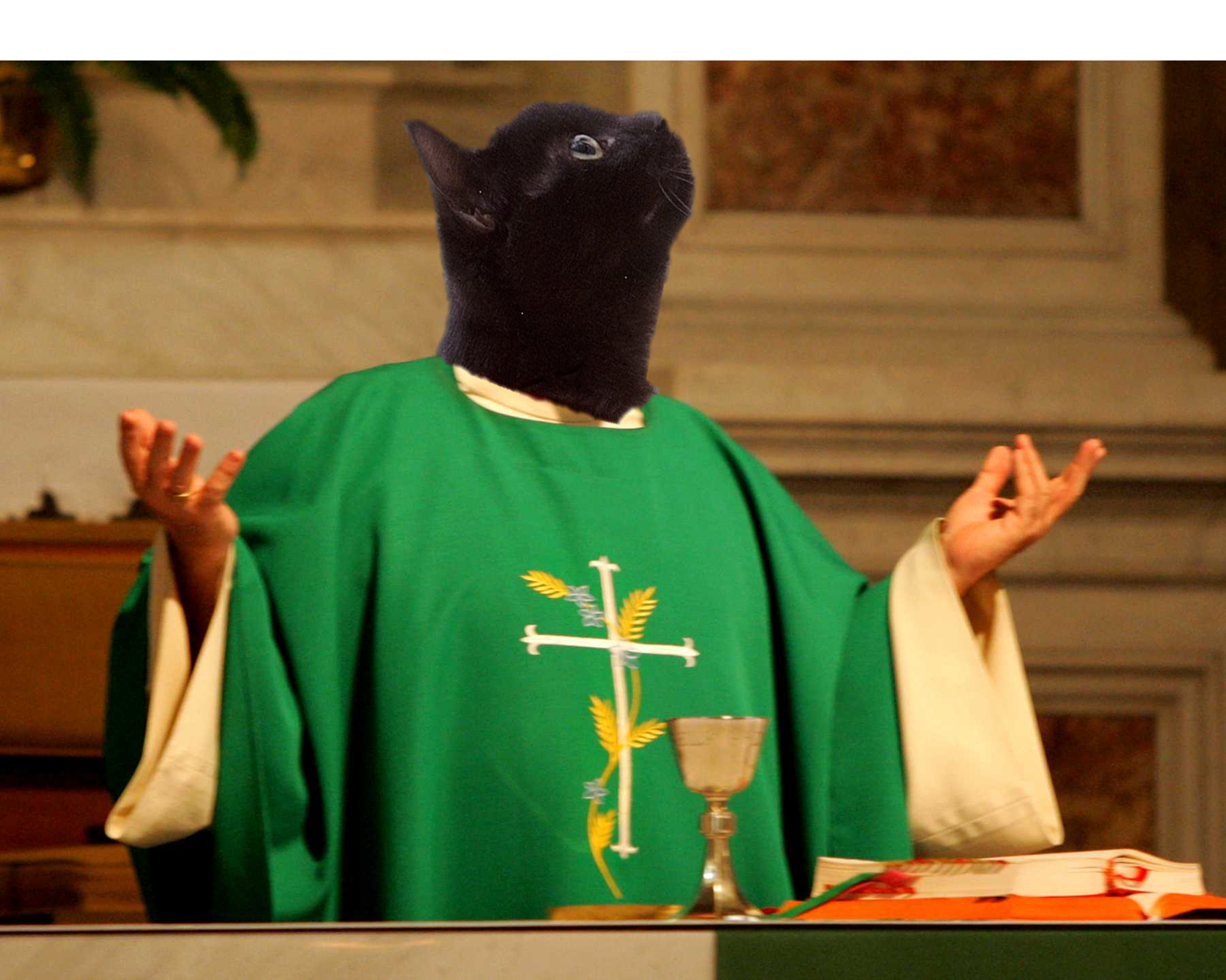
將貓的頭合成在牧師的脖子上。
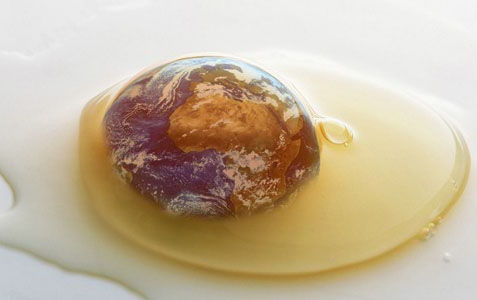
將荷包蛋與地球結合。
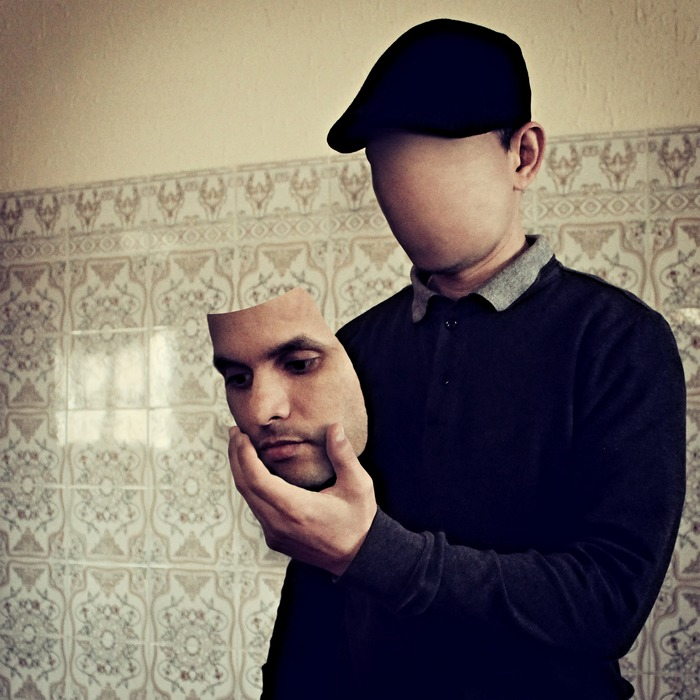
一張用修飾照片手法創作的藝術品。
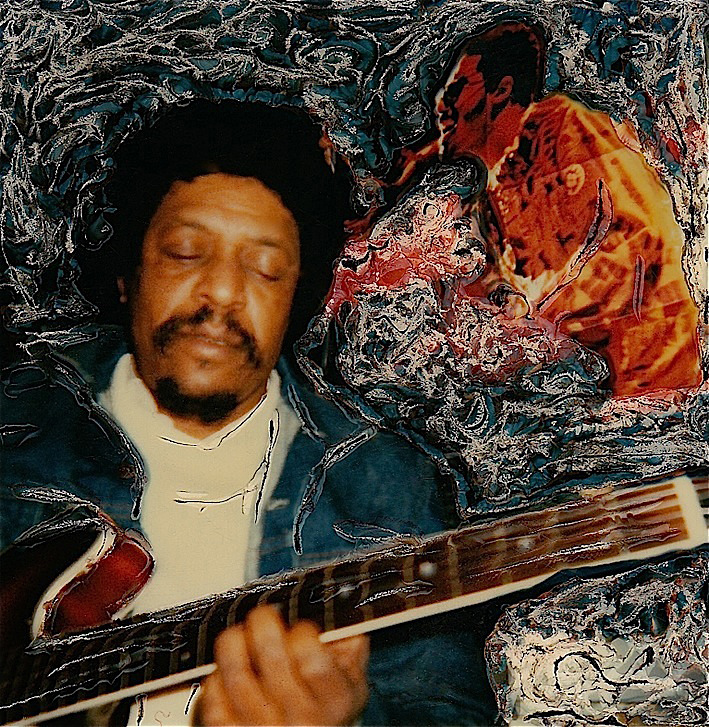
《寶麗萊》，攝影者為奧古斯托·德·盧卡

## 延伸閱讀
- Ades, Dawn. . London, UK: Thames & Hudson. 1986. ISBN 0-500-20208-7.
- Achraf Baznani, History of Surrealism. Edilivre, France 2018, ISBN 978-2-414-21510-2

## 外部連結
- Digital Tampering in the Media, Politics and Law – a collection of digitally manipulated photos of political interest
- Hoax Photo Gallery （页面存档备份，存于） – more manipulated photos
- Erased figures in Kagemni's tomb （页面存档备份，存于） — discusses political image manipulation with an example from Ancient Egypt